# Гайер (город)
Гайер (нем. Geyer) — город в Германии, в земле Саксония. Подчинён административному округу Хемниц. Входит в состав района Рудные Горы. Подчиняется управлению Гайер.  Население составляет 3848 человек (на 31 декабря 2010 года). Занимает площадь 18,76 км². Официальный код  —  14 1 71 120.